# Microsage sieberi
Microsage sieberi är en stekelart som beskrevs av Joseph Kriechbaumer 1898. Microsage sieberi ingår i släktet Microsage och familjen brokparasitsteklar. Inga underarter finns listade i Catalogue of Life.